# Ла-Лож-Помблен
Ла-Лож-Помбле́н (фр. La Loge-Pomblin) — коммуна во Франции, находится в регионе Шампань — Арденны. Департамент — Об. Входит в состав кантона Шаурс. Округ коммуны — Труа.
Код INSEE коммуны — 10201.
Коммуна расположена приблизительно в 155 км к юго-востоку от Парижа, в 105 км южнее Шалон-ан-Шампани, в 28 км к востоку от Труа.

## Население
Население коммуны на 2008 год составляло 68 человек.
| 1962 | 1968 | 1975 | 1982 | 1990 | 1999 | 2008 |
| ---- | ---- | ---- | ---- | ---- | ---- | ---- |
| 99   | 79   | 63   | 82   | 68   | 57   | 68   |

## Экономика

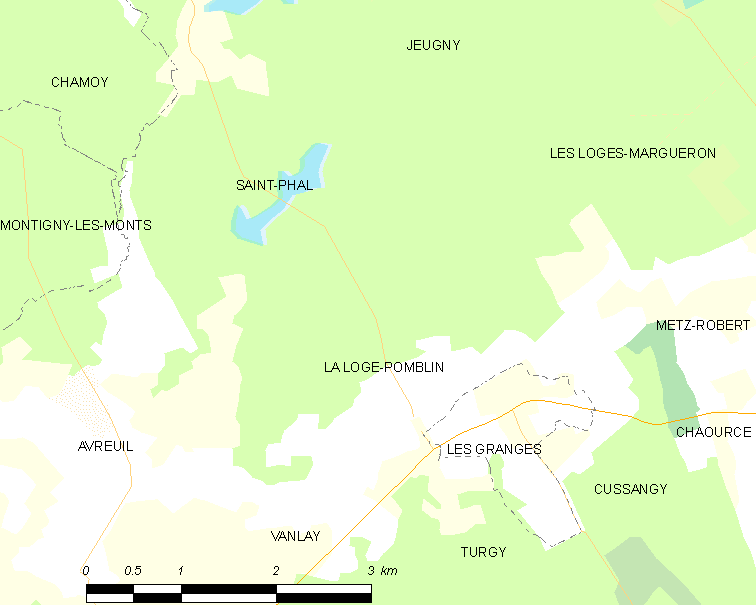
Карта коммуны

В 2007 году среди 44 человек в трудоспособном возрасте (15—64 лет) 32 были экономически активными, 12 — неактивными (показатель активности — 72,7 %, в 1999 году было 65,8 %). Из 32 активных работали 27 человек (16 мужчин и 11 женщин), безработных было 5 (1 мужчина и 4 женщины). Среди 12 неактивных 3 человека были учениками или студентами, 3 — пенсионерами, 6 были неактивными по другим причинам.